# Arik Benado

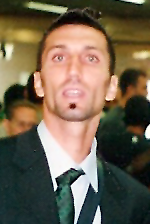
Arik Benado

Arik Benado (hebreiska: אריק בנאדו) som föddes 1973 i Haifa, Israel är en före detta professionell fotbollsspelare. Han avslutade karriären i Beitar Jerusalem 2011. Innan han flyttade till Beitar Jerusalem var han lagkapten i Maccabi Haifa FC. Han spelade också i det israeliska landslaget mellan 1995 och 2007 och är den som spelat näst flest landskamper någonsin för Israel med sina 94, efter Yossi Benayoun.